# あつき (コスプレイヤー)
あつきは、日本のコスプレイヤーである。

## 概要
アニメ『じょしおちっ!〜2階から女の子が…降ってきた!?〜』の放送開始記念として開催されたミニティッシュボックス配布とコスプレイヤー撮影イベントでは、丹生砂生に扮して、清水由紀に扮した同じくコスプレイヤーの宮本彩希とともに参加を果たしている。
2017年開催の「コスプレ博 in TFT」では、ゲーム『Fate/Grand Order』のBBに扮して参加している。

## 特徴
- 身長167cm
- へそピアスを開けている。
- コスプレのジャンルは、艦これ、Fate、アズールレーンなど様々なジャンルのコスプレを行なっている。また、オリジナルのコスプレをすることもある。水着や水、ローションで濡らしたコスチュームなどの若干過激なコスプレが多い。
- へそピアスは初めて開けたピアスで、高校時代に開けたと、自身のTwitterで語っている。
- my suiteという名前のコスプレROMを販売している。